# Port-Louis (Morbihan)
Port-Louis település Franciaországban, Morbihan megyében. Lakosainak száma 2689 fő (2022. január 1.). Port-Louis Locmiquélic és Riantec községekkel határos.

## Népesség
A település népességének változása:
| Lakosok száma | 3921 | 3327 | 2986 | 2980 | 2667 | 2621 | 2618 | 2654 | 2672 | 2689 |
|               | 1968 | 1982 | 1990 | 2006 | 2013 | 2015 | 2017 | 2019 | 2020 | 2022 |